# Frank E. Speizer
Frank Erwin Speizer (* um 1934 in San Francisco) ist ein US-amerikanischer Umweltmediziner und Epidemiologe an der Harvard Medical School und der Harvard School of Public Health. Er ist vor allem dafür bekannt, dass er zu den Gründern und jahrelangen wissenschaftlichen Protagonisten der Nurses’ Health Study gehört.

## Werdegang
Speizer erwarb 1957 einen Bachelor an der Stanford University und 1960 an der Stanford Medical School einen M.D. als Abschluss des Medizinstudiums. Seine Facharztausbildung absolvierte er am USPHS-Krankenhaus in Baltimore, am Boston City Hospital und am Stanford-Palo Alto Hospital, unterbrochen von Forschungsaufenthalten an der Harvard School of Public Health und am Medical Research Council in London. Eine erste Professur (Assistant Professor) für Innere Medizin erhielt er 1970 an der Harvard Medical School, 1976 wurde er Associate Professor am Peter Bent Brigham Hospital (ab 1982 Brigham and Women’s Hospital). Von 1979 bis 1986 übernahm er eine zusätzliche Professur für Epidemiologie an der Harvard School of Public Health. 1986 erhielt er eine ordentliche Professur an der Harvard Medical School. 2010 wurde er emeritiert, war aber noch weiter ärztlich tätig.
Speizer erforscht Epidemiologie chronischer Krankheiten, insbesondere von Atemwegserkrankungen und Herz-Kreislauf-Erkrankungen und von Krebserkrankungen bei Frauen. Weitere Arbeiten befassen sich mit den gesundheitlichen Auswirkungen von Luftverschmutzung.
2001 erhielt Speizer gemeinsam mit Walter C. Willett den Charles S. Mott Prize der General Motors Cancer Research Foundation.